# Stelis gentryi
Stelis gentryi là một loài thực vật có hoa trong họ Lan. Loài này được Luer & Dodson mô tả khoa học đầu tiên năm 2004.